# Eugie Foster
Pour les articles homonymes, voir Foster.
Œuvres principales
- Masques

Eugie Foster, née le 30 décembre 1971 à Urbana dans l'Illinois et morte le 27 septembre 2014  à Atlanta en Géorgie, est une écrivaine américaine de fantasy.

## Œuvres

### Nouvelles traduites en français
- Deux âmes à Lanaïs, 2006 ((en) Of Two Minds in Lanais, 2004)Parue dans la revue Faeries no 23 aux éditions Nestiveqnen
- Rendre son visage à ma sœur, 2006 ((en) Returning My Sister's Face, 2005)Parue dans la revue Faeries no 21 aux éditions Nestiveqnen
- L'Épouse du conteur, 2005 ((en) The Storyteller's Wife, 2005)Parue dans la revue Faeries no 19 aux éditions Nestiveqnen
- Masques, 2010 ((en) Sinner, Baker, Fabulist, Priest; Red Mask, Black Mask, Gentleman, Beast, 2009)Parue dans l'anthologie Ténèbres 2010 aux éditions Dreampress - Prix Nebula de la meilleure nouvelle longue 2009